# Luigi Marcolongo
Luigi Marcolongo (7 giugno 1903 – ...) è stato un calciatore italiano, di ruolo difensore.

## Carriera
Conta tre presenze in Divisione Nazionale con il Padova, ha esordito a Modena il 7 ottobre 1928 nella partita Modena-Padova (5-1), ha poi disputato a Rovigo due stagioni in Prima Divisione, prima di essere ceduto al Dolo.